# Szekuláris humanizmus
A szekuláris humanizmus egy naturalisztikus világnézet, fő értékei az észszerűség, az együttérzés, a tudományos vizsgálódás, az erkölcs, az igazság és az egyenlőség.
Másként fogalmazva a szekuláris humanizmus azon kevés filozófiai irányzatok közé tartozik, amelyek ténylegesen megkövetelik a logikus, kritikus gondolkodásmódot, és az emberi igazságkeresés során a tudományos módszerek alkalmazását. 

## Története
A szekuláris humanizmus elnevezést először 1846-ban George Jacob Holyoake használta „az olyan véleményekre, melyek csak tapasztalati módszerekkel próbára tehető kérdésekkel foglalkoznak”.
Ma a szekuláris humanizmus egy természeti világnézetű aktív élet-beállítottság, mely az értelem, együttérzés, tudományos érdeklődés, erkölcs, méltányosság és egyenlőség használatát támogatja. A szélesebb humanizmustól az különbözteti meg, hogy ez a dogma-bölcsesség helyett a szabad érdeklődést részesíti előnyben, és elutasítja az erkölcs vallási alapra helyezését. A szekuláris humanizmus főleg az ateisták, agnosztikusok, szabadgondolkodók, racionalisták, szkeptikusok és materialisták részére tűnik vonzónak. Alapelveit a következőképpen egyszerűsíthetjük: 
- Az emberek értékesek, és meg tudnak oldani emberi problémákat.
- Tudomány, szólásszabadság, értelmes gondolat, demokrácia és művészeti szabadság együtt járnak.
- A természetfölötti nem fontos az erkölcseink szempontjából.

A szekuláris humanizmus gyakran találja magát a vallási fundamentalizmus ellenfeleként, különösen az egyház és az állam szétválasztásának kérdésében. A szekularizmus eme elvével sok hívő is egyetért. Hasonlóan egyre elterjedtebb tendencia, hogy a hívők erkölcseiket nem kizárólag hitükre, illetve egyházuk tanításaira alapozzák, hanem részben olyan alapokra, mint a szekuláris humanizmus. 

### Társadalmi hatásuk
A világ humanista egyesületei szorgalmazzák az abortusz szabadon választhatóságát, a homoszexualitás egyenjogúságának teljes elismerését, a nemek egyenlőségét, a válás és újraházasodás magánügynek való tekintését. Emellett igyekeznek a nyomort felszámolni, a békét, erőszakmentességet és környezetvédelmet támogatni. Ilyen tekintetben számos hívő nézetével is találkozik a társadalmi hatásuk.

## Híres szekuláris humanisták
- Steve Allen
- Isaac Asimov
- Richard Dawkins
- Sanal Edamaruku
- E. M. Forster
- Julian Huxley
- Paul Kurtz
- Corliss Lamont
- Taslima Nasrin
- Gene Roddenberry
- Bertrand Russell
- Carl Sagan
- Charles M. Schulz
- Michael Shermer
- Kurt Vonnegut
- Ibn Warraq
- E. O. Wilson